# Graduate Management Admission Test
Il Graduate Management Admission Test, meglio conosciuto con l'acronimo di GMAT (pronuncia: G-Mat) è un test per determinare l'attitudine personale agli studi aziendali a livello universitario e post-universitario. È uno dei criteri di ammissione nelle più importanti università del mondo, soprattutto per i corsi di MBA. Il test viene somministrato attraverso l'utilizzo del computer in una serie di centri sparsi in tutto il mondo.
La quota di iscrizione per sostenere l'esame GMAT è fissata a 250$ più tasse (VAT), in tutto il mondo.

## Test
L'esame valuta le capacità verbali, matematiche e analitiche che l'esaminando ha sviluppato nel corso di un lungo percorso accademico e professionale. Agli esaminandi vengono concesse 3 ore e mezzo per rispondere ad una serie di domande in ognuna delle aree summenzionate; gli esaminandi possono anche beneficiare di due pause di otto minuti ciascuna: in linea generale il test dura circa quattro ore. Il test non misura specifiche conoscenze di management, specifiche competenze professionali o qualità soggettive come motivazione, creatività o capacità sociali o interpersonali. Se l'inglese non è la lingua madre dell'esaminando, costui ha comunque buone possibilità di ottenere buoni risultati nel GMAT, ma comunque il test, in questi casi, risulta meno accurato.
I punteggi sono generalmente validi per cinque anni dalla data del test: normalmente la data di validità viene misurata con riferimento della data di immatricolazione nell'università e non con riferimento alla data di presentazione della domanda di ammissione.
Il punteggio massimo conseguibile è di 800; nel biennio 2005/2006 la media dei punteggi è stata di 533.

### Sezione verbale
La sezione verbale del test consiste in 36 domande a risposta multipla che devono essere completate entro 65 minuti. Vi sono tre tipi di domande: correzione di frasi (sentence correction), ragionamento critico (critical reasoning) e comprensione di un testo (reading comprehension). La sezione verbale ha un punteggio variabile da 0 a 60 e attualmente la media si attesta a 27,3/60.
- Sentence Correction

Questo tipo di domande consiste in una frase, che è parzialmente o completamente sottolineata, con cinque alternative associate. L'esaminando deve selezionare quale delle cinque alternative meglio sostituisce la parte sottolineata. Queste tipo di domande valuta la capacità di comprensione della lingua inglese scritta. Il compito è quello di valutare la grammatica, la logica e l'efficacia di una frase data e di selezionare la migliore tra una serie di alternative.
- Critical Reasoning

Questo tipo di domande ha lo scopo di misurare la capacità di pensiero logico: viene presentata una posizione che l'esaminando deve analizzare: la domanda può consistere nel trarre una conclusione, identificare un'ipotesi, o identificare degli elementi che potrebbero indebolire o rafforzare la posizione espressa; le risposte sono nella forma di brevi frasi, da analizzare in termini di forma e contenuto. Le domande di questo tipo, in sostanza, richiedono all'esaminando di analizzare e valutare il ragionamento alla base di brevi passaggi di testo. Per alcune domande, tutte le risposte sono accettabili, e in tal caso l'esaminando è chiamato a selezionare quella che più di tutte risponde alla domanda posta (ad esempio, quale alternativa rafforza maggiormente il concetto, o quale risposta non viola una qualche supposizione espressa o implicita nel testo). Alternativamente, alcune risposte sono da scartare in quanto richiedono di assumere alcuni concetti che sono implausibili, ridondanti, irrilevanti o inconsistenti con il testo proposto.
- Reading Comprehension

Questo tipo di domande valuta la capacità di leggere un testo criticamente: le domande si riferiscono ad un testo che è dato in lettura all'esaminando da leggere. Il testo può riferirsi a qualsiasi argomento, e le domande verificano quanto approfonditamente l'esaminando ha compreso il passaggio e le informazioni contenute. Il test utilizza tipicamente degli estratti da 200 a 350 parole, sui quali vengono formulate più di tre domande. Le domande possono riferirsi al tema centrale del testo, ad informazioni specifiche o a conclusioni che possono essere logicamente tratte dal testo stesso. Possono essere poste anche domande circa il tono o l'attitudine dell'autore del testo. Naturalmente, le risposte devono essere basate esclusivamente sul contenuto del testo proposto.

### Sezione quantitativa
La sezione quantitativa del test consiste in 31 domande a risposta multipla, cui è necessario rispondere nel limite di 62 minuti. Sono previste due tipologie di domande: problem solving ("risoluzione di problemi") e data sufficiency ("sufficienza dei dati"). La valutazione della sezione quantitativa va da 0 a 60 punti, ed attualmente la media dei candidati si attesta a 36/60.
- Problem Solving

Questa parte del test valuta la capacità di ragionamento quantitativo, attraverso una serie di quesiti a risposta multipla riguardanti l'aritmetica, l'algebra di base e la geometria descrittiva elementare. Il compito dell'esaminando è di risolvere il problema presentato scegliendo tra le cinque possibilità che gli vengono presentate. Alcuni problemi richiederanno direttamente alcuni calcoli matematici elementari, altri saranno presentati come situazioni quotidiane che richiedono una soluzione matematica. Per tutti i problemi valgono le seguenti regole:
- - Numeri: Tutti i numeri sono reali, salvo che non sia specificato diversamente nella domanda.
  - Figure: I diagrammi e le figure presentate sono utili per trarre delle informazioni utili alla risoluzione del problema. A meno che non sia esplicitamente espresso che la figura non sia in scala, i diagrammi sono disegnati nel modo più accurato possibile. Tutte le figure sono disegnate in un unico piano, a meno che non indicato diversamente.
- Data Sufficiency

Questo tipo di domande servono a misurare la capacità di ragionamento quantitativo con un insieme non usuale di informazioni a supporto. Il candidato riceve un problema e due affermazioni che potrebbero essere utili a risolvere il problema: deve verificare se una delle due affermazioni, o entrambe, sono sufficienti per risolvere il problema. Le due affermazioni potrebbero essere sufficienti sia prese singolarmente sia in combinazione tra loro.
Le opzioni possibili per il candidato sono le seguenti:
- - (A) L'affermazione 1 è sufficiente a rispondere alla domanda, ma l'affermazione 2 non è sufficiente.
  - (B) L'affermazione 2 è sufficiente a rispondere alla domanda, ma l'affermazione 1 non è sufficiente.
  - (C) Se le affermazioni prese assieme sono sufficienti a rispondere alla domanda, ma entrambe prese singolarmente non sono sufficienti.
  - (D) Se entrambe le affermazioni prese singolarmente sono sufficienti a rispondere alla domanda.
  - (E) Se non si hanno sufficienti dati per rispondere alla domanda.

### Analytical Writing Assessment
L'Analytical Writing Assessment (AWA) è la sezione del test che include la stesura di due brevi saggi: nel primo il candidato è chiamato ad analizzare un'affermazione mentre nel secondo deve esprimere il proprio parere su un problema. Ogni saggio deve essere scritto nel termine di 30 minuti e riceve un punteggio sulla scala da 0 a 6, con incrementi di 0,5 punti. La media dei risultati in questa sezione è di 4,1. I due testi sono valutati da due distinti lettori che esprimono una valutazione: se le due valutazioni differiscono fino a un punto, ne viene fatta la media, altrimenti gli scritti vengono valutati da un terzo.
Il primo lettore è, in realtà un software per computer, chiamato Intellimetric, sviluppato dalla Vantage Learning, che analizza il testo in termini di creatività e sintassi: oltre 50 caratteristiche strutturali e linguistiche vengono valutate. Il secondo e l'eventuale terzo lettore sono umani che valutano la bontà delle idee espresse in termini di abilità di organizzazione del pensiero, sviluppo ed espressione. Sebbene una conoscenza della lingua inglese sia un prerequisito per poter svolgere correttamente questo compito, sono accettabili anche errori marginali nella stesura, e chi valuta è addestrato per considerare, nell'attribuzione della valutazione, il fatto che alcuni candidati non sono di madrelingua inglese.
Tipicamente, le business school non considerano il punteggio dell'AWA alla stessa stregua dei punteggi relativi alla parte quantitativa e verbale. Alcune scuole arrivano ad ignorare il punteggio dell'AWA.

## Punteggio totale
Il punteggio complessivo comprende la parte quantitativa e verbale mentre esclude l'analytical writing assessment (AWA) ed è variabile nell'intervallo da 200 a 800. Circa i 2/3 degli esaminandi ottengono un risultato da 400 a 600: la distribuzione dei risultati richiama una curva normale, con una deviazione standard di circa 100 punti. Ciò significa che il test è concepito in modo che il 68% dei risultati ricada all'interno dell'intervallo 400 - 600, mentre la mediana dovrebbe collocarsi vicino ai 500. Per il biennio 2005/2006 il punteggio medio è stato di 533.
Le sezioni quantitativa e verbale sono caratterizzate dall'essere adattative: la prima domanda può essere più difficile, ma le successive si collocano attorno al livello dei 500 punti. Se l'esaminando risponde correttamente, le domande risulteranno di difficoltà crescente, e viceversa: le domande sono estratte da un insieme piuttosto ampio, e selezionate di volta in volta a seconda del livello dell'esaminando in quel momento. Le domande sono aggiornate regolarmente al fine di evitare frodi.
Il punteggio finale, tuttavia, non è basato esclusivamente sul livello dell'ultima domanda cui il candidato risponde: l'algoritmo utilizzato è più complesso. Il candidato potrebbe infatti commettere un errore sciocco o di distrazione; il sistema riconoscerà tale eventualità come un'anomalia. Analogamente, il fatto di rispondere in maniera scorretta alla prima domanda, non comporta automaticamente che il risultato del test ricada sotto i 500; è comunque opportuno prestare maggiore attenzione alle prime domande, in quanto possono influenzare pesantemente il risultato.
È anche molto importante completare il test, ovvero rispondere a tutte le domande: domande lasciate in bianco (al contrario di altri esami come il SAT Reasoning Test) comportano una penalizzazione. L'esame include anche alcune domande "sperimentali", inserite al fine di verificarne la bontà: non sono distinguibili dalle altre domande, ma non concorrono alla definizione del punteggio finale.
Alla sezione quantitativa e verbale viene assegnato un punteggio variabile da 0 a 60. L'Analytical Writing Assessment riceve, invece, un punteggio da 0 a 6, calcolato come media delle due composizioni. Spesso, i punteggi vengono sintetizzati nella formula xxx (yyQ, zzV, AWA w), dove xxx, yy, zz e w sono i punteggi delle diverse sezioni; ad esempio, scrivere 760 (48Q, 46V, AWA 5,5), indica un punteggio complessivo di 760, con risultati della parte quantitativa, verbale e AWA rispettivamente di 48, 46 e 5,5.
Ai punteggi, sia totale che per ogni sezione, viene normalmente associato il percentile corrispondente sulla distribuzione dei risultati degli esami: ciò consente un immediato confronto tra il proprio punteggio e quello degli altri candidati: ad esempio, un punteggio totale di 760 corrisponde al 99-esimo percentile, mentre il citato punteggio quantitativo di 48 rappresenta l'84-esimo percentile.

## Punteggio richiesto
La maggior parte delle scuole non pubblica un punteggio minimo richiesto o delle statistiche dettagliate dei punteggi presentati da parte dei candidati. Comunque, in linea generale, le scuole e le riviste specializzate normalmente pubblicano la media e la mediana dell'ultima selezione: questi dati possono essere utilizzati come guida.
Quasi tutte le scuole i cui nomi appaiono nelle riviste e nei siti specializzati hanno un corpo studentesco la cui media è nelle decadi finali dei 600 o iniziali dei 700. La Wharton School dell'Università della Pennsylvania, comunemente considerata una delle migliori scuole negli Stati Uniti, stabilisce un punteggio medio di 713; l'INSEAD, una delle scuole primarie dell'Unione europea, caratterizzata da un corpo studentesco multietnico e multinazionale, riporta come media per il 2005 il valore di 705.
È possibile superare il vulnus di un basso punteggio attraverso degli ottimi risultati professionali, studi accademici, referenze o attraverso la stesura di una domanda di ammissione particolarmente brillante.

## Storia del Graduate Management Admission Test
Nel 1953, l'organizzazione ora chiamata Graduate Management Admission Council (GMAC) si associò con nove business schools, con l'obiettivo di sviluppare un test standardizzato da utilizzare nella selezione dei candidati. Nel primo anno il test fu somministrato circa 2000 volte; ad oggi il numero di sessioni svolte supera il 200,000. Inizialmente utilizzato da 54 scuole, il test è oggi utilizzato in 1,500 istituti e per 1,800 programmi.
Fino alla fine del 2005 il test era stato sviluppato e somministrato tramite la Educational Testing Service (ETS): il 1º gennaio 2006 il GMAC ha modificato il fornitore verso una combinazione che vede la ACT Inc, per lo sviluppo delle domande e del software, e la Pearson Vue, che si occupa, attraverso i suoi centri, della erogazione del test.
Il 23 giugno 2008 è stato svelato uno scandalo, riconosciuto dal GMAC, che ha coinvolto oltre 6000 studenti che, iscrivendosi al sito ScoreTop.com, avevano la possibilità di avere accesso alle domande effettivamente in uso in un reale GMAT. Il GMAC ha annunziato severe misure per rispondere allo scandalo, tra le quali l'annullamento di alcuni punteggi, la notifica alle scuole di quanto avvenuto e il bando da future sessioni del test per coloro che sono risultati coinvolti. Il 27 giugno, il GMAC ha assicurato che tale bando si applica esclusivamente a coloro i quali hanno tratto vantaggio dall'utilizzo fraudolento del sito Scoretop.
Inoltre, in risposta ai casi di sostituzione di persona, il GMAC sta progressivamente introducendo il sistema Fujitsu PalmSecure (che consente la scansione del palmo della mano del candidato) presso i propri centri. I primi paesi a implementare questa tecnologia saranno Corea e India, seguiti dagli Stati Uniti, nell'autunno 2008. Il piano del GMAC prevede una completa applicazione della tecnologia per maggio 2009.

## Registrazione e preparazione
Il test è effettuabile solo su appuntamento: sebbene sia teoricamente possibile prenotarlo anche pochi giorni prima della data desiderata, il GMAC consiglia di effettuare la prenotazione con largo anticipo.
Esistono diverse organizzazioni che offrono, a pagamento, una serie di strumenti per prepararsi al test. Questi strumenti possono essere libri per l'auto preparazione, corsi collettivi (in presenza oppure online) o tutorship dedicata.